# Justin Garcia (Fußballspieler)
Justin Garcia (* 26. Oktober 1995), mit vollständigen Namen Justin Julian Garcia, ist ein Fußballspieler aus Trinidad und Tobago.

## Karriere

### Verein
Justin Garcia steht seit 2016 beim Defence Force FC in Chaguaramas unter Vertrag. Der Verein spielt in der ersten Liga, der TT Pro League. 2017 gewann er mit dem Klub den Trinidad and Tobago Pro Bowl. Im Endspiel besiegte man den Central F.C. im Elfmeterschießen.

### Nationalmannschaft
Justin Garcia spielt seit 2019 für die Nationalmannschaft von Trinidad und Tobago. Sein Debüt in der Nationalmannschaft gab er am 11. August 2019 in einem Freundschaftsspiel gegen St. Vincent. Hier stand er in der Anfangsformation.

## Erfolge
Defence Force FC
- Trinidad and Tobago Pro Bowl: 2017